# نافورة كاناليتيس
نافورة كاناليتيس (بالإسبانية: Fuente de Canaletas)‏ نافورة مزخرفة تعلوها عدة مصابيح في مدينة برشلونة في إسبانيا، تقع في شارع لارامبلا بالقرب من ساحة كاتالونيا وسط المدينة، صممت أوآخر القرن التاسع عشر م، وركبت لتحل محل نافورة قديمة يعود تاريخها إلى القرن السادس عشر الميلادي ثبتت في العام 1714 في عهد فيليب الخامس، النافورة والساحة المحيطة بها تعتبر مكان التقاء جماهير برشلونة يتجمعوا فيه عند انتصار فريقهم أو تحقيق بطولة وهو تقليد بدأ منذ عام 1930 .